# David Gray (navigateur)
Pour les articles homonymes, voir David Gray et Gray.
David Gray, né le 29 octobre 1829 à Keith Inch (en), dans l'Aberdeenshire et mort le 16 mai 1896 à Peterhead, est un navigateur britannique.

## Biographie
Baleinier, il témoigne avoir vu à l'été 1872 une mer libre de glace dans le nord du Spitzberg alors qu'il se trouvait dans l'est. Il y retourne fin juillet 1873 et revient avec une forte cargaison de poissons.
En 1874, il part avec cinq bâtiments équipés pour les mers polaires pour découvrir de nouvelles zones de pêches au Spitzberg. Il commande alors The Eclipse de 295 tonneaux. Parti de Peterhead en compagnie du Hope dirigé par son père John Gray, du Jan Mayen, commandé par William Salmon, du Windward, commandé par Peter Mac Dougall et du Polar Star, commandé par William Mitchell, il observe à son arrivée au Spitzberg la dérive des glaces vers le sud. En juin-juillet-août, cette dérive s'amplifie. En août, il atteint 79°45 N dans une glace libre alors qu'il avait du forcer la glace par 77° N. Il ne poursuit pas mais son aventure démontre qu'en été 1874, un record de latitude aurait pu être battu.
David Gray correspond régulièrement avec des savants dont Roderick Murchison au sujet de ses voyages en Arctique. Il présente aussi des cartes qu'il dresse. Il attribue aux hyperoodons, comme zone estivale, l'entrée du détroit d'Hudson et le détroit de Davis jusqu'au 70° degré N, le cap Farewell, les côtes d'Islande et le Groenland. Ses travaux étaient alors considérés comme majeur sur ces parages de l'océan.
Un cap du Groenland porte son nom et le Lagenocetus latifrons dit de Gray, qu'il est le premier à avoir décrit et observé, a été nommé en son honneur. Cette description a été publiée en 1882 par William Henry Flower.
Les Mittheilungen aus Justus Perthes geographischer Anstalt publient en 1875 dans son no 3 une étude intitulée Les voyages du capitaine David Gray dans les mers du Groenland oriental.